# J. Allen Frear

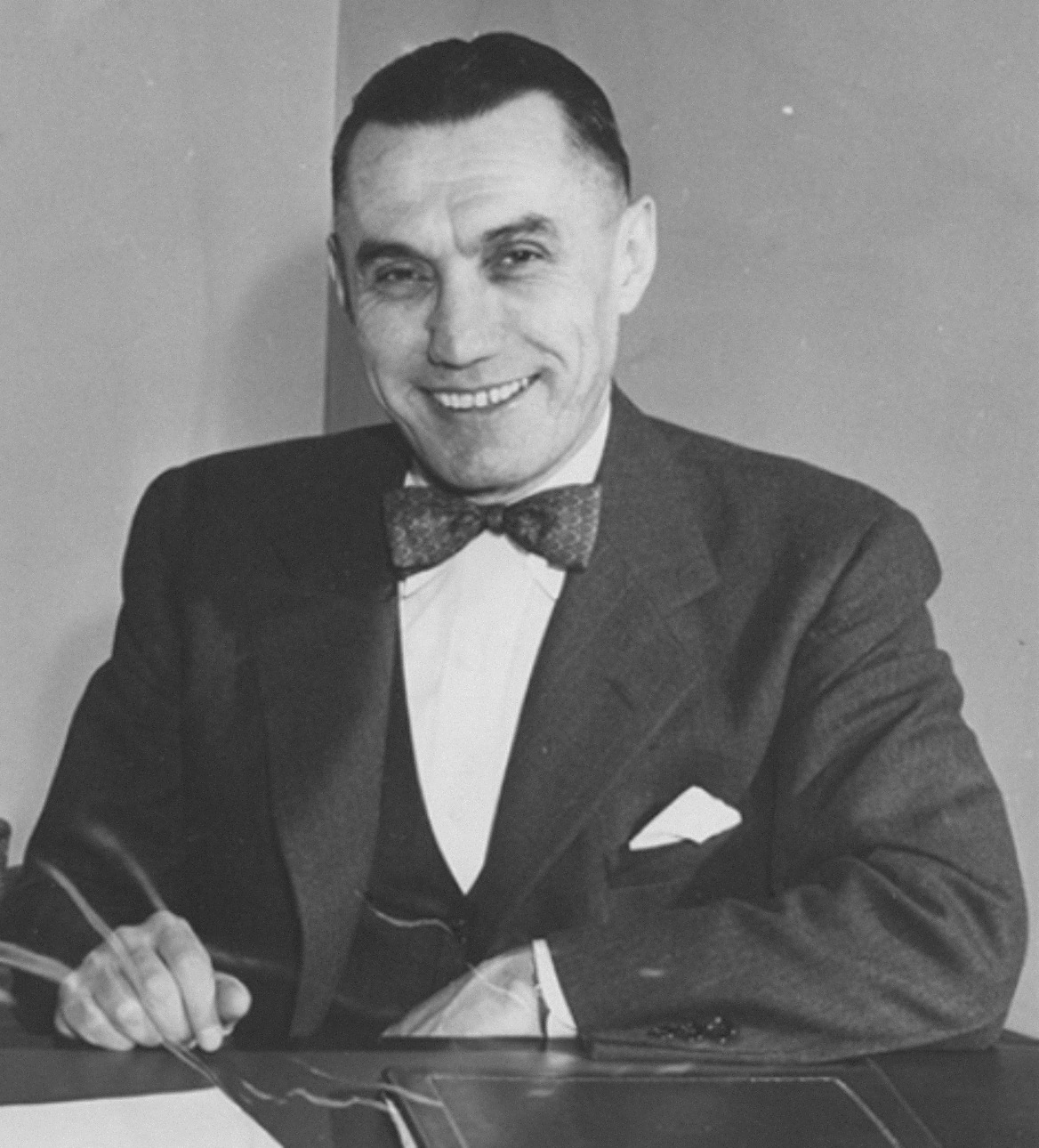
J. Allen Frear

Joseph Allen Frear, Jr., född 7 mars 1903 i Kent County, Delaware, död 15 januari 1993 i Dover, Delaware, var en amerikansk demokratisk politiker. Han representerade delstaten Delaware i USA:s senat 1949-1961.
Frear utexaminerades 1924 från University of Delaware. Han var verksam som bankir och sjukhusdirektör i Delaware. Han deltog i andra världskriget som major i USA:s armé.
Frear besegrade den sittande senatorn C. Douglass Buck i senatsvalet 1948. Han besegrade sex år senare kongressledamoten Herbert B. Warburton med 57% av rösterna mot 43% för Warburton. Frear ställde upp för omval en gång till i senatsvalet 1960 men förlorade knappt mot republikanen Cale Boggs.